# Ancylometes bogotensis
Ancylometes bogotensis là một loài nhện trong họ Ctenidae.
Loài này thuộc chi Ancylometes. Ancylometes bogotensis được Eugen von Keyserling miêu tả năm 1877.

## Hình ảnh

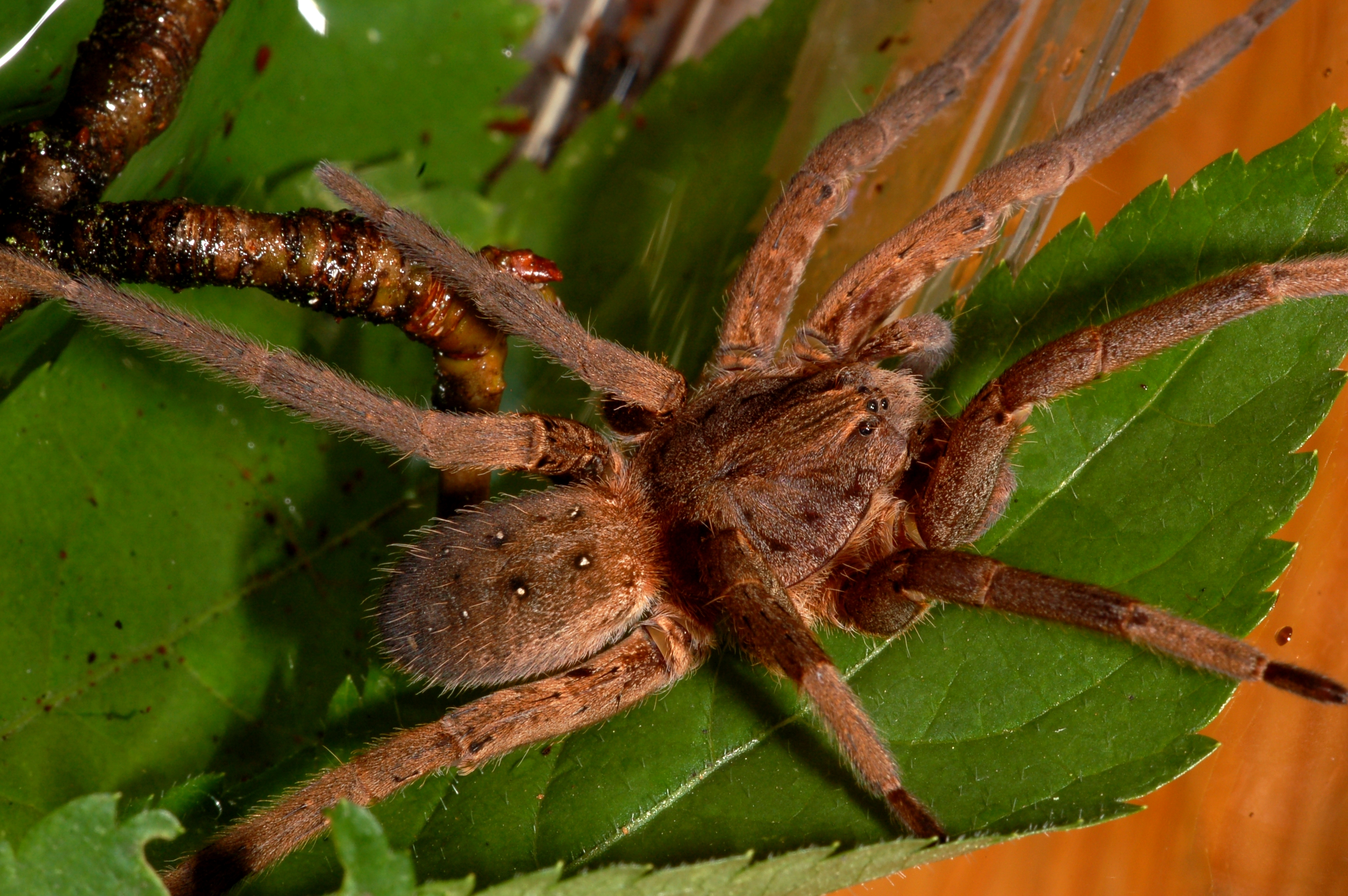
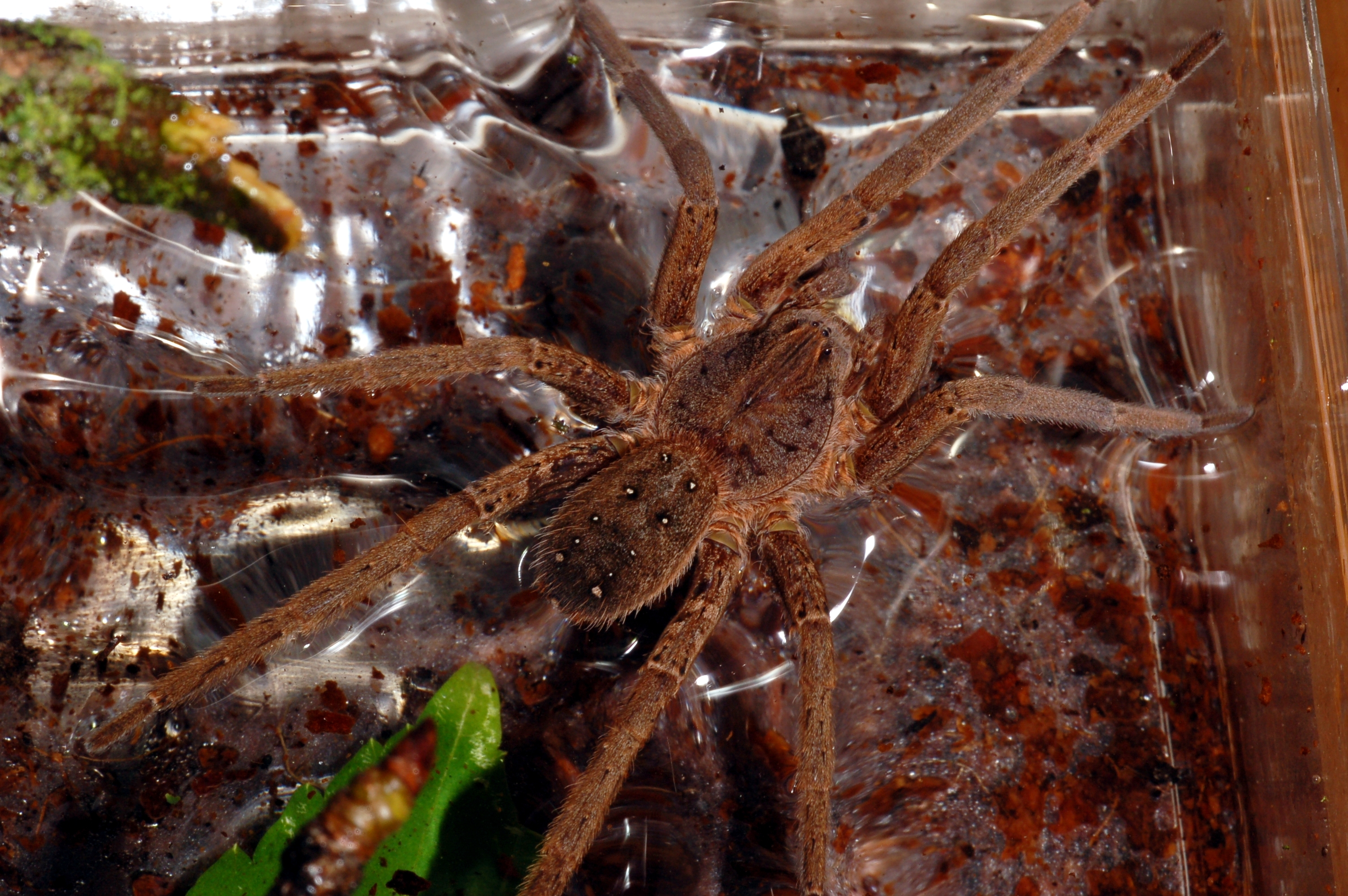